# Графство Нант
Графството Нант (на френски: Comté de Nantes) около град Нант е завладяно през средата на 6 век от бретоните. През 750 г. Пипин Млади си основава тук владение на Каролингите: Нант заедно с Графство Рен и Графство Ван е обидинено като Бретонска марка.
Маркграф Ламберт, зетът на император Лотар I, сключва през 820 г. съюз с бретонеца Номиное, който след грабежите на норманите на Долна Лоара през 843 г., получава възмокност тук да си създаде господство, което защитава с победа през 845 г. против франките.
Чрез женитбата на Констанца Бретанска през 1181 г. за Готфрид II от династията Плантагенет, син на английския крал Хенри II, графство Нант отива след смъртта на Хенри II на английския крал и престава да съществува.

## Франкски графове
- 786 – 818 Гуидо, като префект на Бретонска марка
- 818 – 831 Ламберт I
- 831 – 841 Рихвин
- 841 – 843 Рено
- 843 – 846 Ламберт II
- 846 – 849 Амори, в опозиция към Ламберт II
- 849 – 851 Ламберт II (отново)

## Последните графове
- ? – 1156 Ноел, граф на Нант
- 1156 – 1158 Жофруа VI Анжуйски, брат на Хенри II от Англия
- 1158 – 1181 Хенри II от Англия
- 1181 – 1186 Готфрид II, син на Хенри II от Англия
- 1186 – 1196 Констанца Бретанска, съпруга на Готфрид II
- 1196 – 1203 Артур I, син на Констанца
- 1189 – 1199 Ричард I, син на Хенри II от Англия